# Saccostomus campestris
Saccostomus campestris, o rato-bochechudo, é uma espécie de roedor da família Nesomyidae.
Pode ser encontrada em Angola, República Democrática do Congo, Tanzânia, Zâmbia, Malawi, Moçambique, Zimbábue, Botsuana, Namíbia e África do Sul.